# Baissey
Baissey é uma comuna francesa na região administrativa de Grande Leste, no departamento de Haute-Marne. Estende-se por uma área de 9,97 km². Em 2010 a comuna tinha 191 habitantes (densidade: 19,2 hab./km²).